# Steve McCall
Steve McCall (30. září 1933 – 24. května 1989) byl americký jazzový bubeník. Narodil se v Chicagu, kde také v padesátých letech zahájil svou kariéru. V roce 1965 spoluzaložil neziskovou organizaci AACM. Roku 1967 se usadil v Evropě, ale již o tři roky později se vrátil do rodného Chicaga. V roce 1971 založil trio Air spolu s kontrabasistou Fredem Hopkinsem a saxofonistou Henrym Threadgillem. Během své kariéry spolupracoval s mnoha dalšími hudebníky, mezi něž patří například Anthony Braxton, Muhal Richard Abrams, Chico Freeman, Roscoe Mitchell a Cecil Taylor.